# 은의 서

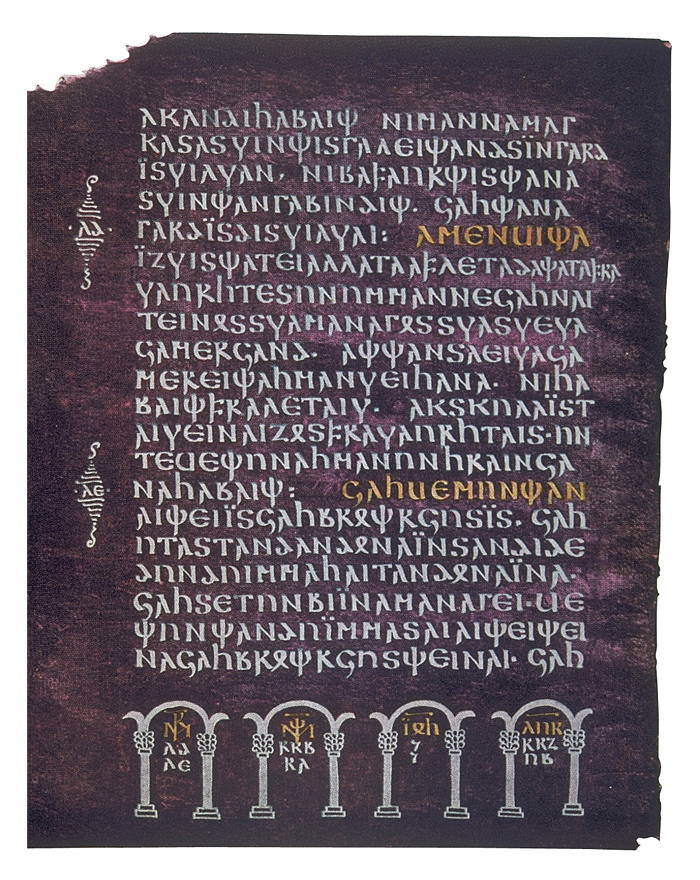

《은의 서》(銀-書, 라틴어: Codex Argenteus 코덱스 아르겐테우스[*])는 6세기의 필사본으로, 4세기에 울필라스 주교가 고트어로 번역한 성경 내용이 포함되어 있다. 총 336 페이지 중 188 페이지가 보존되어 있으며, 스웨덴 웁살라의 카롤리나 레디비바 도서관에서 영구 보관 중이다. 금과 은을 섞은 잉크로 만들어 졌고, 사라진 고트어로 쓰였다는 점에서 매우 중요한 유물로 평가되고 있다.
2011년 유네스코 세계 기록 유산으로 등재되었다. 원래는 187 페이지였으나 1970년 독일에서 한 장 더 발견되어 현재는 188장이 있다. 

## 같이 보기
- 고트 성경
- 고트어